# 地を穿つ魔
『地を穿つ魔』（ちをうがつま、原題：英: The Burrowers Beneath）は、イギリスのホラー小説家ブライアン・ラムレイによるホラー小説。クトゥルフ神話の1つ。長編シリーズ『タイタス・クロウ・サーガ』6部作の第1作であり、1974年に執筆され、2006年に邦訳刊行された。
初版はDAW Booksからから刊行された。編集者はドナルド・A・ウォルハイム。
解説は笹川吉晴。カバーイラストは山田由海。
東雅夫は「ラムレイの初期作品は、神話アイテムが列挙される単純なアイディア・ストーリーの域を出ないものが多かったが、タイタス・クロウがアンリ＝ローラン・ド・マリニーとコンビを組み、邪神ハンターとなって活躍する長編の連作に取り組むようになって、次第に独自の路線を見いだした観がある」「良くも悪くも初期のラムレイらしさが全開といってよい」と解説している。

## あらすじ・構成
タイタス・クロウは、頻発する地震と悪夢から、地底よりイギリス侵攻を企てる邪神シャッド‐メルを察知する。タイタスは敵の卵を入手し駆け引きに持ち込もうとするが、先手を奪われ、アンリと共に船上に避難する。米国ミスカトニック大学のピースリー教授は、2人を対邪神組織「ウィルマース財団」にスカウトする。財団はシャッド‐メルに追撃をかけ、英国からの撤退に追い込む。しかし風神の大嵐がブロウン館を襲い、タイタスとアンリは消息を絶つ。
構成はアンリ編纂による全14章。
- 1：謎の地下世界 （タイタスなど）※1968年5月
- 2：異常なる驚異と恐怖 ※1968年6月（10章まで）
- 3：迫りくる危機 （ポール・ウェンディ―‐スミス） ※1933年
- 4：呪われし地
- 5：邪悪なる魂
- 6：死することなく
- 7：地獄からの訪問者
- 8：斯界の碩学
- 9：海難の夜 （ポンゴ・ジョーダン） ※196X年
- 10：第三の訪問者
- 11：大地の恐怖 ※1968年8月
- 12：シャッド‐メルの仔 ※1968年9月
- 13：シャッド‐メル追撃 ※1968年10月から翌1969年9月まで
- 14：暗黒の風 ※1969年10月4日まで
- 補遺 （ピースリー教授）

作中時について、本作中では196X年や19XX年と記されているが、次作にてタイタスの失踪日が1969年10月4日と明記されている。

## １：謎の地下世界
1968年5月、タイタスは複数の人物に手紙を送る。ラッパム氏には新聞記事を集めてくれるよう頼み、プラント氏には昨今の地震について尋ねる。ハーヴェイ氏は、ポール・ウェンディ―‐スミスの最後の小説が出版保留にされているという噂は誤りであり、両ウェンディー‐スミスが死亡認定された後に刊行され、最近短編集にも収録されたと回答する。
タイタスの手紙に応じて、炭坑調査員レイモンド・ベンサム氏は、自分が地底で目撃したものを証言する。タイタスはさらに返信で、ベンサムが「持ち帰って来たもの」が危険であることを説明し、タイタスに郵送するか、もとあった炭坑に投げ込んでしまうよう進言する。

## ２：異常なる驚異と恐怖
6月、フランスから帰国したアンリがブロウン館を訪れたところ、タイタスが憔悴していた。タイタスは、今まさに世界に危機が迫っていると、太古の＜生きのこりしものども＞＜旧支配者＞の脅威を語り始める。タイタスは30年以上にわたり夢見でそいつらの存在に触れていたが、ついに「忌まわしき大いなるクトゥルー」が地上への総攻撃を始めたのを感知した。夢は、クトゥルーの先兵たる地底にひそむ怪生物＜地をうがつもの＞の侵攻を告げる。
アンリもまた、かつての『ニトクリスの鏡』事件をきっかけに、クトゥルー神話について調べたことがあり、禁断の書物を読み漁った経験があった。いわゆる、神話上の「クトゥルー眷属邪神群」は、はるかな太古にオリオン座の旧神に反乱を起こし、旧神は彼らを幽閉したとされている。
だがタイタスは、そいつらはあくまで「未知の生物」であり「超自然的な怪物」ではないと断言する。タイタスはアンリに幾つかの書類群（1章、3章）を読むように告げると、仮眠をとる。

## ３：迫りくる危機
失踪した作家ポール・ウェンディー‐スミスの草稿。1973年の短編『セメントに覆われたもの』（セメントにおおわれたもの、原題：英: Cement Surroundings）を組み込んだもの。

### ３あらすじ
考古学者エイマリー・ウェンディー‐スミス卿は、探検隊を組織し、『グ＝ハーン断章』の記述を頼りに古代都市グ＝ハーンを探してアフリカ奥地へと出かける。探検隊は全滅し、エイマリーただ一人が錯乱状態で生還し、「シャッド‐メル」や「クトゥルー」などわけのわからない世迷言をわめきちらす。
エイマリーはヨークシャーの湿地帯に建つコテージへと移り住み、独りでは不安だからと甥のポールを招いて同居させる。エイマリーは地震への恐怖から、自宅に地震計を置いていた。彼はアフリカから持ち帰った奇妙な「球」をポールに見せる。卿は悪夢にうなされ、わずかな揺れにすら怯えて狂乱する。
ある日、ポールは地震計のネジが外れていたことに気づき、計測器は今まで正常に動いていなかったことを知る。直すとすぐさま、異様な震動が検知され、伯父の怯えは単なる妄想ではなかったことが判明する。ポールが外出から帰宅すると、コテージが倒壊しており、エイマリーは行方不明で、「球」がなくなっており、書斎には床下から突き破られたとみられる大きな穴が開いていた。
ポールは別のコテージに移住し、伯父の手紙を読み始める。そこには、「球」が「やつら」の卵であり、筐が孵卵器だったことが記されていた。また、シャッド‐メルが「球」を取り返しに来るであろうことや、既に孵化した幼生2匹はエイマリーが焼き殺し、彼が幼生の親からの報復を恐れていることも記されていた。彼の遺稿には、ポールに国家権力とウィルマースに助力を求めるよう指示があったものの、地震が起こってポールのコテージも倒壊し、本人も行方不明となる。
地震後の廃墟で、地元警察は、ポールの手記とエイマリーの手紙を発見する。作家ポールによる、事実を装った小説であり、失踪は単に評判を集めるための宣伝戦略と結論された。

### ３登場人物・用語
- エイマリー・ウェンディー‐スミス卿 - 考古学者にして探検家。シャッド‐メルに拉致された。
- ポール・ウェンディー‐スミス - 語り手。エイマリー卿の甥。オカルト作家。1933年10月に失踪する。
- ウィルマース - エイマリー卿の知人。アメリカミスカトニック大学の伝説収集狂の学者。HPラヴクラフトの『闇に囁くもの』に登場するアルバート・N・ウィルマースのこと。大学の南極探検隊が「狂気の山脈」で見つけた物を知っている。
- シャッド‐メル - 地底都市グハーンに棲まう地底種族。正確には彼らの長老。孵化直後の幼生は胡桃の実ほどの大きさしかなく、焼き殺すことができるが、成長したら手に負えなくなる。
- 「球」 - 地底種族の卵。有害な放射線を遮断するために、殻の厚みが4インチ（10センチメートル）もある。

## ４：呪われし地
目覚めたタイタスは、アンリに4個の球体を見せる。ベンサムから郵送してもらった「シャッド‐メルの卵」である。分厚い殻はX線を通さないが、聴診器を当ててみると中身が蠢いているのがわかる。やつらはテレパシーで卵を追跡してくるだろう。だが卵回収はいわばついでであり、本命の侵攻作戦はすでに始まっていると、タイタスは説明する。すでにブリトン島には何ヵ所かやつらの巣が構えられているようだ。
アンリが、なぜシャッド‐メルは幽閉されてないのかと問うと、タイタスは「ネクロノミコン新釈」を取り出し、「五芒星の力」の章を読む。シャッド‐メルはグ＝ハーンに幽閉されていたようだが、解放されたようである。アンリはクトゥルー神話には半信半疑であったが、マイナー邪神シャッド‐メルでさえ実在しているというならば、メジャー邪神たちも本当に実在していると考えざるを得ず、危機感を覚える。タイタスは、邪神と戦うためには、旧神が遺してくれた武器（魔法または太古の科学力）が欲しいと述べる。

## ５：邪悪なる魂
タイタスは最優先対策として、卵をブロウン館の外に出し、敵の追跡を攪乱する作戦を思いつく。国内外の3人の協力者に協力を仰ぎ、航空便でタイタス→米国のピースリー教授→スコットランド諸島のマクドナルド氏→ブリストルの教母クォリー→アンリの順に郵送する計画である。卵が戻って来るまで、見積3週間ほどの時間を稼ぐことができるだろう。
アンリは卵を預かりブロウン館を後にするが、激しい頭痛に見舞われる。また地盤沈下が起こりベンサムが死んだと報道され、タイタスは後手に失したと悟る。計画を練り直そうにも時すでに遅く、アンリはすでに卵をアメリカに郵送していた。電話口で状況を報告しつつ頭痛を訴えるアンリの様子から、タイタスはアンリが敵のテレパシーに苛まれていると理解し、急遽アンリ邸に向かう。

## ６：死することなく
アンリを苛む魔の精神攻撃を、タイタスは白魔術（ワク‐ウィラジの呪文）で祓う。また例の3人には緊急の電報を打ち、荷物が届いたら「決して封を開けることなく即次の相手に郵送する」よう指示する。そして2人はロンドンを脱出し、アンリが私有する館船でテムズ川に避難する。やつらは水を嫌うため、とりあえずこの船上を作戦基地としよう。タイタスは五芒星と霊液で簡易的な結界を張る。
タイタスは、やつら＝クトーニアンに対抗策を積極的に仕掛けていくべきだろうと結論透ける。だが睡眠中に夢でやつらに接触され、敵意をぶつけられる。タイタスは夢の中でワク‐ウィラジの呪文を唱えてみたが、なにせ敵は大群であり、呪文のパワーがまるで足りない。さらに霊液が尽き、居場所がばれる。まだテムズ川の水の防御があると思っていたが甘かったようだ。
2人が昼食のために陸に上がったとき、店主が話しかけてくる。店主は、店に「タイタス・クロウ氏」を呼び出す電話がかかってきたことを告げ、船に住んでいる紳士2人の片方が氏であることを本人確認する。そして電話の相手の名前は「エイマリー・ウェンディー‐スミス」だと言う。その名に、タイタスとアンリは驚愕する。

## ７：地獄からの訪問者
船に戻ったタイタスとアンリは作戦会議をする。電話の怪人物が、敵の姦計であることは明らかで、適当な誰かを洗脳した傀儡であろう。2人に恐怖を与えて陸に上げるための罠であり、乗ったら敵の思う壺と結論付ける。
そのとき、悪臭芬々たる人影が船に近づいてきて、「エイマリー・ウェンディー‐スミス」を名乗り話しかけてくる。そいつは自分が30年以上前に失踪したエイマリー卿本人であると述べ、とうに人間の肉体を失っており、脳だけを汚穢の器に移植されているのだという。卿は地底イカに拉致され、知識を搾取され尽くし、今タイタスたちへの伝言役に遣わされて来た。卿は、やつらは30年間で変わった現代地理、社会情勢、原子力科学の進捗状況などを特に知りたがっていることを説明する。喋りすぎたことをテレパシーで感知されたために始末されるが、死にたくて仕方がないと思い続けていた彼にとっては望むところであった。卿はタイタスに「原子力だ。アザトースを読め。「妖蛆の秘密」から学べ」と遺言を告げると、汚泥となり崩れ果てた。

## ８：斯界の碩学
直後、船にウィンゲート・ピースリー教授がやって来る。教授は、タイタスから郵送された卵は誰も手を触れないようにと指示して大学に保管してあると説明し、2人をウィルマース財団の邪神狩人（ホラーハンター）に勧誘する。また2人に工業量産化した「五芒星の石」の護符を授ける。
ウィルマース財団は、故アルバート・N・ウィルマース教授が創設し、ピースリーが統括責任者を、ミスカトニック大学の老教授陣が運営委員会を務める、非公式の共同体である。構成員は500名。ウィルマース教授はポール・ウェンディー‐スミスから原稿を受け取ったことがきっかけでこの組織を立ち上げた。財団は故ウィルマースの目的を完遂するために活動を続けている。
またシャッド‐メル種族は、アフリカを根城としつつも、傀儡人間に卵を運ばせることで、世界中に卵をばら撒いている。やつらは1964年には北米に侵入を果たし、ミスカトニック大学や財団にもスパイを送り込もうと画策している。やつらはテレパシーで情報共有するため、撲滅が難しい。巣を1つ叩いても、他の巣のやつらに知らされ対策されてしまう。
財団は、陸棲の邪神（地の精）は水で倒せることを科学的に実証している。クトーニアンは水を浴びると、組織が冒されて溶解して死ぬ。また敵がばら撒いた卵を奪い取り、大学の実験室で孵化させる。生後半年の幼体には酸も熱もレーザーも物理も効かなかった。有効なのは、水と、あとひとつ。教授の問いに、タイタスは「放射能だろう」と推測して的中させる。エイマリー卿の遺言は「プリンのアザトースに学べ」であり、アザトースは「原子の混沌」と呼ばれている邪神である。ピースリー教授は、プリンの書には核物質の使用が記されていたことを肯定する。
財団は、やつらを罠にかけて一網打尽にする作戦を準備している。教授は文書を取り出し、2人に読むよう言う。

## ９：海難の夜
ポンゴ・ジョーダンによる報告書。短編『海が叫ぶ夜』（うみがさけぶよる、原題：英: The Night Sea-Maid Went Down）を組み込んだもの。短編版は1971年のアーカム・ハウスの単行本『黒の召喚者』に収録され、単行本がそのまま国書刊行会から朝松健訳で邦訳刊行された。

### ９あらすじ
海底油田採掘船・海精号（シーメイド号）で監督を務める<ポンゴ>・ジョーダンは、あるとき、北海の海底掘削600メートルの箇所から、「星の形をした石」を掘り出す。ポンゴはその石を別の船で見せてもらったことがあった。その船は海難に遭って沈没しており、ポンゴはまったく別の場所から同じ石が出てきたことを不思議がる。
ボルゾフスキーという船員は、石を見たとたんに「このあたりの海域は呪われている」と狂乱し、陸に戻るべきだと言い張って聞かない。作業員たちの意欲が下がるのを懸念したポンゴは、彼の迷信をやわらげようと、石を砕いて成分分析にかける。ポンゴは、石を単なる「ヒトデの化石」と予想していたが、鑑定結果は全く未知の物質とされた。もちろんこのような結果をボルゾフスキーに伝えるわけにはいかず、掘削を続けていると同じ石がさらに幾つか発掘され、ポンゴは内心不安を抱くもあえて無視をする。やがて海底聴音機からコンピュータを介して異音が検出されるも、ポンゴたちは愚かにも機械の不調のせいだと判断する。
あるとき「釣った鱈が凶暴化して船員に噛みつく」という事件が起きる。休暇を取って陸に上がっていたボルゾフスキーは、言い訳をして船に戻って来ない。船員の一人ロバートソンは、おびただしい魚の群れに呑まれて海に消える。
やがて海精号は石油を掘り当てるも、船は転覆して何人も死ぬ。海に投げ出されたポンゴは、怪生物を目撃し、運よく救助される。噴出したのは、石油ではなく邪神の血であった。海底岩中の生物に、掘削ドリルが突き刺さったのである。ポンゴは社長宛に手紙を書き、海底に化物が棲んでいることを警告した後に、退職する。

### ９登場人物
- バーナード・<ポンゴ>・ジョーダン - 語り手。海精号の船員で、現場監督。
- ジョー・ボルゾフスキー - 海精号の船員。ポーランド人で、若い頃は学者志望だった。迷信深く、海底に神々が封印されていると信じている。惨劇が起こるのを予見し、仕事を抜け出して生き残る。
- ロバートソン - 海精号の船員で、掘削作業員。異様な魚の群れに襲われて消息を絶つ。
- カーソン - 海精号の船員で、地質学者。掘削した「奇妙な石」を成分分析する。
- <胡麻塩> - あだ名。別の会社の「洋宝号」の船員。ポンゴに「石」を見せた後、船が沈没して消息不明となっている。

## １０：第三の訪問者
海棲ショゴスが船に攻撃を加えてくるが、ピースリー教授が石と呪文で退散させる。3人は船を降り、ブロウン館に戻る。

## １１：大地の恐怖
8月下旬。邪神1匹の場所を特定した財団は、討伐のために隊を出す。場所はとある湿原であり、地下に「下級の邪神」が眠っている。タイタス、アンリ、ピースリー教授、ポンゴ・ジョーダン、ゴードン・フィンチなどが揃い、車輛が何台もやって来て準備を整える。だが、感知能力で邪神を探っていたフィンチが勘付かれ、逆に精神攻撃をくらう。さらに邪神は天候を操り、豪雨と強風を起こして抵抗する。邪神の体に削岩装置が銛を打ち込み、爆弾を起爆するが、邪神は断末魔の反撃を試みる。最終的に討伐は成功したが、たかがザコ1匹を倒すだけの作戦でありながら、財団側の被害も大きく、作業員の死者6名、行方不明者5名、負傷者多数、フィンチは発狂した。フィンチが報告した邪神の名を、英語でむりやり表現すると「Cgfthgnm'o'th」となる。財団はイギリス政府に結果を報告する。

## １２：シャッド‐メルの仔
9月。財団は別の邪神1匹を罠にかけ、水攻めを用いて討伐に成功する。
一方、財団員の不審死が相次いでいた。タイタスとアンリも狙われ、タイタスが運転する自動車の前に、地底イカ＝シャッド‐メルの仔が出現する。2人はなんとか回避して事なきを得る。どうやら敵は新戦術として、財団員に精神侵犯を仕掛け、隙を作って狩りを遂行しているようである。五芒星石の防衛力が突破されつつある事実を、タイタスはピースリー教授に報告する。

## １３：シャッド‐メル追撃
対邪神群の組織戦。1968年10月から翌1969年9月まで。

## １４：暗黒の風
アンリ宅に泥棒が侵入し、現金が盗まれる（アンリの五芒星石が偽物とすり替えられた）。（敵のテレパシーの影響で）アンリは鬱症状に陥り、静養するためダラム州に出かける。またブロウン館にもならず者が入り込み、電話が壊される。かくして、タイタスとアンリは分断された。タイタスは敵の罠に気づき、アンリに手紙で一刻も早くロンドンに戻るよう指示する。

## 補遺
アンリとタイタスはブロウン館に籠城するが、10月4日、邪神イタカの大嵐が襲来する。館は崩壊し、タイタスとアンリは「大時計」に入って異次元へと避難する。
瓦礫跡からは、2人の遺体と大時計が発見されなかった。本書『地を穿つ魔』は、13章までをアンリが執筆編纂し、さらに廃墟から発見された14章をピースリー教授が付け加えたものである。

## 登場人物

### 主人公たち
タイタス・クロウ
主人公。ブロウン館に住むオカルティスト。51歳。1930年代から邪神の悪夢に苛まれている。
アンリ‐ローラン・ド・マリニー
主要な語り手。骨董商。館船を私有する。46歳。『ニトクリスの鏡』事件を経験しているが、クトゥルー神話にはあまり深入りしておらず、邪神の実在も半信半疑。
ウィンゲート・ピースリー
ミスカトニック大学教授。ウィルマース財団の中心人物。69歳。タイタスとは面識はないが手紙のやり取りをしていた。ウィルマース財団の統轄者であり、タイタスとアンリを組織の邪神狩人にスカウトする。

### 事件関係者
- エイマリー・ウェンディー‐スミス卿 - 考古学者であり探検家。1933年に失踪。
- ポール・ウェンディー‐スミス - 3章の語り手。エイマリー卿の甥であるオカルト作家。1933年に失踪。
- レイモンド・ベンサム - 炭鉱調査員。地底で4個の岩屋真珠を見つけ持ち帰る。
- バーナード・＜ポンゴ＞・ジョーダン - 9章の語り手。海底油田採掘船の作業監督。邪神に遭遇するも生き残り、財団に加入する。
- ゴードン・フィンチ - 財団所属の英国人テレパス（精神感応力者）。
- デイヴィッド・ウィンターズ - 財団所属のテレパス。土地開発省の役人。
- ハンク・シルバーハット - 名前のみ。財団所属の米国人テレパス。シリーズ第4作で主役になる人物。
- ハリー・タウンリー牧師 - ブロウン館の隣人。ティコウン霊液（代用の聖水）を調達する協力者。詳しいことは何も知らない。短編『妖蛆の王』にも登場しており、タイタスとは20年以上付き合いがある。
- 教母クォリー - 霊媒師。タイタスの協力者。言及のみだが、シリーズ第2作で登場する。
- エドガー・ハーヴェイ - 法律家。ポールの財産と版権の管理者。

### 過去の人物
- ナサニエル・ウィンゲイト・ピースリー教授 - 故人。ミスカトニック大学教授。ピースリーJr.の父。1935年に終わった『時間からの影』事件の当事者。
- アルバート・N・ウィルマース教授 - 故人。ミスカトニック大学教授。ウィルマース財団の創設者。エイマリー卿の知人。1928年の『闇に囁くもの』事件の当事者。[注 1]
- エティエンヌ‐ローラン・ド・マリニー - 故人。高名なオカルティストにしてアンリの父。ルイジアナ州のクレオール人。ランドルフ・カーターの友人であり、奇妙な大時計を所有していた。
- ランドルフ・カーター - 名前のみ。高名な夢見人。1928年に失踪。
- ゴードン・ウォームズリー教授 - 名前のみ（おそらく死亡済）。グール大学教授。「グ＝ハーン断章」を解読したと主張している。

### 文献・アイテム
- 「ネクロノミコン」 - 大英博物館に収蔵されている[注 2]。タイタスは通読したことがあるが、内容がやばすぎたために自発的に忘却した。
- 「ネクロノミコン」英訳版 - 大英博物館の本を、ヘンリエッタ・モンタギュー女史が抜粋英訳したもの。完成後、女史は原因不明の病で早死にしている。
- 「ネクロノミコン新釈」 - フィーリーによる注釈付き英語版。
- 「妖蛆の秘密」 - アザトースの召喚法が記されているが、コンピューターで解析したところ、核反応を意味していることが判明した。タイタスが所持する本は、後に『妖蛆の王』にて入手経路が明らかとなる。
- 「内省録」 - イブン・スカカバオの書。大英博物館が所蔵しているが腐朽が激しく、写真複写をとっている。
- 「グ＝ハーン断章」 - 探検家ウィンドロップ[3]がアフリカで入手した古代の粘土板。古代都市グ＝ハーンや惑星ユゴスについての記載がある。エイマリー卿とウォームズリー教授の2人が解読したという。前者は解読記録を全く遺さぬまま失踪し、後者は複数の識者から信憑性が低いと嘲笑されている。グ＝ハーンとは、古代に旧神が地底種族を幽閉したとされる北アフリカの地底都市のことで、グハーンに関する内容が記されていたことからグ＝ハーン断章と呼ばれている。
- 「五芒星形の石」 - 邪悪を退ける石。ミスカトニック大学の工房で量産化がされており、全財団員が1個ずつ護符として身に着けている。

## 邪神（CCD）

### クトーニアン
クトーニアンという語そのものは多義語である。あるときは陸棲の邪神（地の精）の総称であり、より狭義には地底イカの種族を指し、一定しない。
シャッド‐メル
あまり知られていない神格。体長1マイル（1.6キロメートル）にもなる巨体の生物。北アフリカの地底都市グ＝ハーンに幽閉されていたが、解放され、北米や英国に侵攻を企てる。
＜地をうがつもの＞バロワーズ・ビニース／The Burrowers Beneath
シャッド‐メルの種族。地底イカ。高温の溶解液で地を穿ち掘り進む。テレパシーに長け、熱に耐性がある。弱点は水と放射能。
総数は推定100匹。卵殻は頑丈で分厚く、衝撃や放射線を遮る。生後半年で9フィート（2.7メートル）まで成長する。
海棲ショゴス（Sea Shoggoth）
その名どおり、ショゴスの海棲種。黒い体を虹色に光沢させ、全身に眼や吻を備え、悪臭を放つ。水の勢力「深きものども」の一体であり、北方の海底都市グル＝ホーに棲まう。地の勢力に助勢する。
低級の邪神たち
- 9章の怪物 - 海底の岩盤の下に棲む。
- Cgfthgnm'o'th - 11章の怪物。クトーニアン。英国のある湿地の地下に棲む。ウボ‐サスラの仔と目される。
- 12章の怪物 - クトーニアン。スコットランド南部高地の山の地下に棲む。

### 邪神群
ウィルマース・ファウンデーションは、「CCD」（クトゥルー眷属邪神群）と名付けた。
- クトゥルー - まだ言及は少ない。水棲の邪神として知られているが、どうやら違うようである。ルルイエの都市も、もともと地上に建造されたものが海底に沈んだだけである。
- <深きものども> - 水棲の邪神群の総称。魚類型、原形質型、両生類型、亜人型など、種類が豊富。
- ニョグタ - 言及のみ。「環付き十字架」と「ワク‐ウィラジの呪文」と「ティコウン霊液」で退散できるとされている。これら環付き十字架（この図形は環を割ると五芒星の略形になる）、呪文、霊液（プロテスタント教会の聖水で代用）は、ある程度はクトーニアンにも効果がある。
- ウボ‐サスラ - 言及のみ。クトゥルーが来る前から地球におり、クトゥルーが来てからは眷属に加わった。幾体かの邪神たちの親。
- ツァトゥグァ - 言及のみ。クトーニアンの巣穴に幽閉されている。
- アザトース - 旧支配者たちのリーダーとして知られていた。新説によると核反応の暗喩であり、または無宇宙を混沌世界に変えたビッグバンの謂とも。彼は時空最初の反逆者だといい、アザトース召喚は核爆発を意味する。

### 旧神
太古に邪神群を封印した勢力。タイタスは、邪神が未知の生物なのだから、彼ら旧神は太古の「科学者」だろうと推測している。
彼ら旧神の実像は、シリーズ2作『タイタス・クロウの帰還』にて明らかとなる。

## 収録
- 創元推理文庫『タイタス・クロウ・サーガ 地を穿つ魔』ブライアン・ラムレイ、夏来健次訳